# Nationalpark Barra Honda

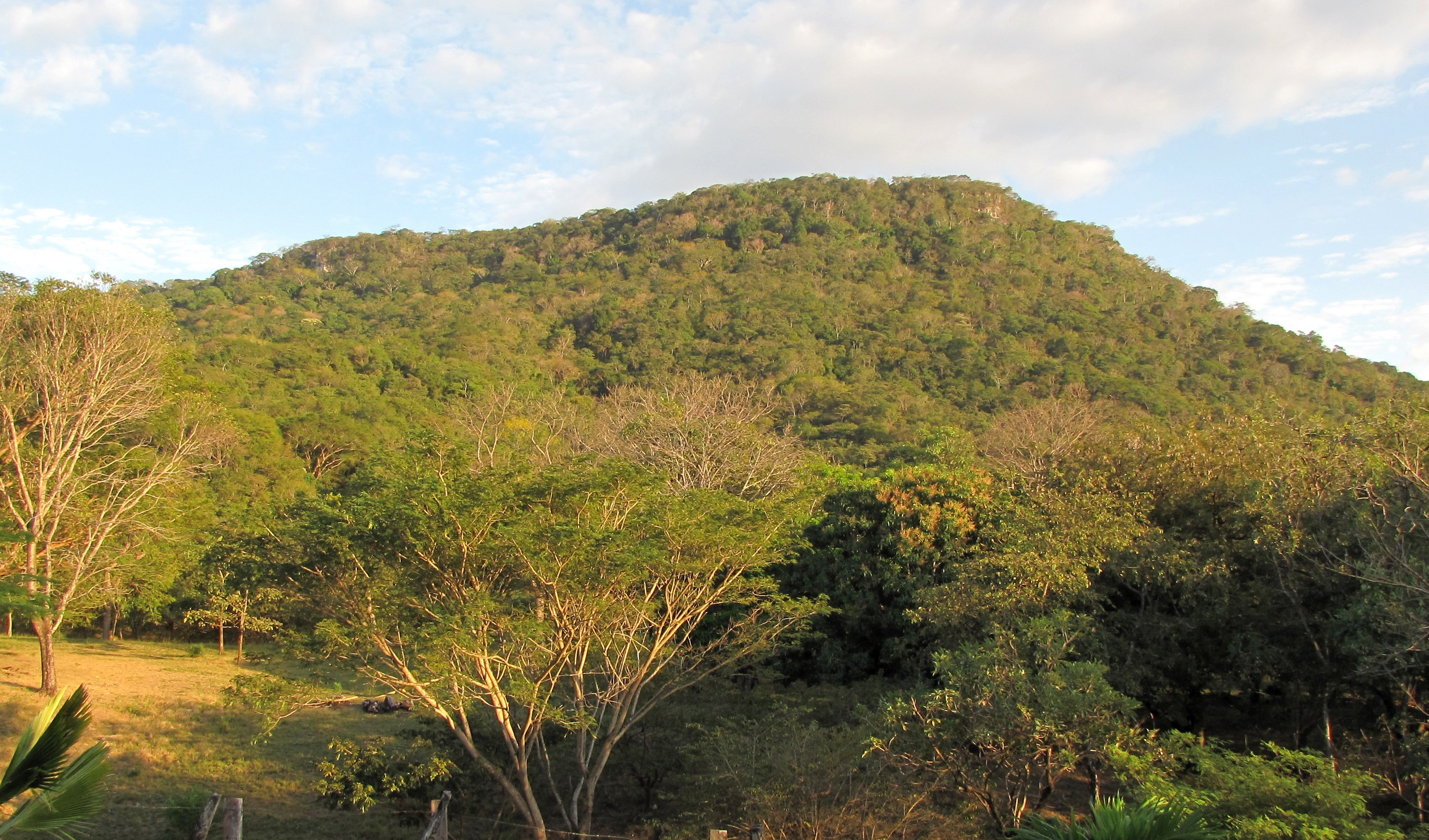
Barra Honda Bergmassiv

Der Nationalpark Barra Honda liegt im Nordwesten von Costa Rica auf der Nicoya-Halbinsel. Er wurde 1974 zum Schutz eines der größten Höhlensysteme Costa Ricas gegründet.
Der Park mit einer Fläche von etwa 2300 Hektar befindet sich am südwestlichen Ufer des Flusses Tempisque. Er besteht zum größten Teil aus laubabwerfendem, tropischem Trockenwald (Sekundärwald), kleinere Teile sind mit immergrünem Wald und Strauchvegetation bewachsen. Vertreter der Fauna sind Brüllaffen, Agutis, Pekaris und Ameisenbären.
Auf dem Gebiet des Nationalparks befinden sich 42 Karsthöhlen, die in den vergangenen 70 Millionen Jahren durch Erosion entstanden sind. Sie wurden Anfang der 1970er Jahre entdeckt. Knochenreste und Stein-Artefakte bezeugen, dass die Höhlen bereits vor über 2000 Jahren von den Vorfahren der indianischen Bevölkerung genutzt wurden.
Etwa die Hälfte der Höhlen ist bisher erschlossen. Die mit 200 Metern tiefste Höhle ist die Cueva Santa Ana, in der sich die sogenannte „Perlenhalle“ mit Stalaktiten und Stalagmiten befindet, deren Formen die Besucher zu Namen wie „Löwenkopf“, „Spiegeleier“ und „Haifischzähne“ anregen. Hier und in der Höhle Pozo Hediondo (Stinktopf) leben große Populationen Fledermäuse. Für Besucher relativ gut zugänglich ist die etwa 60 Meter tiefe Höhle Terciopelo (benannt nach der Terciopelo-Lanzenotter) mit fünf Sälen. Der Abstieg kann ausschließlich unter Führung mit Strickleitern und Seilsicherung erfolgen.